# MC Solaar
Claude M'Barali (Dakar, 5 maart 1969), beter bekend als MC Solaar, is een Franse rapper geboren in Senegal. Hij was een pionier van de Franstalige rapmuziek en medio jaren 90 erg populair en succesvol in zowel zijn thuisland als daarbuiten. Zijn werk kenmerkt zich door een ruime vocabulaire en bevat een sterke poëtische lading. Van zijn platen werden in totaal meer dan 15 miljoen exemplaren verkocht. Hij werd zeven keer onderscheiden met platina en zeven keer met goud.

## Biografie
MC Solaar is geboren in Dakar in Senegal met ouders van Tsjadische origine, maar groeide op in Villeneuve-Saint-Georges dat deel uitmaakt van de Parijse buitenwijken. Hij maakt vooral Franstalige, Engelstalige en Spaanstalige rap-muziek. MC Solaar is populair in Frankrijk, waar hij in 1990 debuteerde op het raptoneel.
Ook op de Amerikaanse markt genoot MC Solaar een grote populariteit. Hij behaalde met Prose Combat een vijfde plaats in de Billboard World Albums-hitlijst.
Hij maakte meerdere keren deel uit van Les Enfoirés, een groep artiesten die zich door middel van een jaarlijks terugkerend benefietconcert inzet voor daklozen.

## Privé
MC Solaar had vanaf 1996 een relatie met zangeres Ophélie Winter. Het stel ging uit elkaar in december 2000. Op 7 december 2003 trouwde MC Solaar met actrice Chloé Bensemoun en het jaar erop kreeg het koppel hun eerste kind. In 2007 werd hun tweede kind geboren.

## Discografie

### Albums
| Album met eventuele hitnotering(en) in de Nederlandse Album Top 100 | Datum van verschijnen | Datum van binnenkomst | Hoogste positie | Aantal weken | Opmerkingen |
| ------------------------------------------------------------------- | --------------------- | --------------------- | --------------- | ------------ | ----------- |
| Qui sème le vent récolte le tempo                                   | 15-10-1991            | -                     |                 |              |             |
| Prose Combat                                                        | 09-02-1994            | -                     |                 |              |             |
| Paradisiaque                                                        | 17-06-1997            | -                     |                 |              |             |
| MC Solaar                                                           | 21-07-1998            | -                     |                 |              |             |
| Le tour de la question                                              | 02-11-1998            | -                     |                 |              |             |
| Cinquieme As                                                        | 13-04-2001            | -                     |                 |              |             |
| Mach6                                                               | 01-12-2003            | -                     |                 |              |             |
| Châpitre 7                                                          | 18-06-2007            | -                     |                 |              |             |

### Singles
| Single met eventuele hitnotering(en) in de Nederlandse Top 40 | Datum van verschijnen | Datum van binnenkomst | Hoogste positie | Aantal weken | Opmerkingen       |
| ------------------------------------------------------------- | --------------------- | --------------------- | --------------- | ------------ | ----------------- |
| The Good, The Bad                                             | 18-05-1993            | 23-06-1993            | tip             |              | met Guru          |
| All 'n my grill                                               | 22-06-1999            | 31-07-1999            | tip (46)        |              | met Missy Elliott |